# ماروین کامراس
ماروین کامراس (انگلیسی: Marvin Camras; ۱ ژانویهٔ ۱۹۱۶ – ۲۳ ژوئن ۱۹۹۵) مهندس برق و مخترع در زمینه ضبط مغناطیسی اهل ایالات متحده آمریکا بود. در کل، کامراس بیش از ۵۰۰ اختراع ثبت شده دارد، که عمدتاً در زمینه ارتباطات الکترونیکی است.
وی همچنین برندهٔ جوایزی همچون مدال ملی فناوری و نوآوری شده‌است.